# DBFS
dBFS significa "decibelios a escala completa" ("decibels full scale"). Es una abreviatura utilizada para definir los niveles de amplitud en decibelios en sistemas digitales en base al máximo nivel disponible (como la codificación PCM).

Recorte de una forma de onda digital.

Actualmente el término "dBFS" se utiliza con referencia a la definición del estándar AES-17.

En este caso, la escala completa (del inglés "full-scale") se define como la amplitud RMS de una onda senoidal cuyo valor pico (máxima excursión) alcance el máximo valor digital, correspondiéndole en este caso un valor de amplitud de 0 dBFS.
De esta manera, una señal cuadrada ajustada a máxima excursión, tendrá un RMS coincidente con el pico de una señal senoidal o sea tendrá +3,01 dBFS.
Comúnmente, como el 0 dBFS se asigna al nivel máximo posible, 

se presentan ambigüedades cuando se designa un nivel de la escala dBFS a una amplitud específica y no a una forma de onda, y esto deriva de si el nivel característico se ha tomado de su valor de amplitud de pico, o de su valor de amplitud en valor eficaz.
«Decibel - Voltage ratios for electric signals». sizes.com. Consultado el 13 de marzo de 2007.</ref>
- En el caso en el que se designe como 0 dBFS al valor RMS de una onda cuadrada (que coincide con su valor pico) a escala completa, todos los valores serán números negativos. Usando esta convención, una onda sinusoidal no podría tener un valor RMS mayor que -3 dBFS sin recorte.

Para la normativa IEC 6106-3 y el estándar AES-17 el nivel elegido es el referido a una onda senoidal. En este caso el valor de 0 dBFS estaría a -3 dB del máximo valor RMS digital.
La medida del rango dinámico de un sistema digital es la relación entre el nivel de señal a escala completa y el ruido mínimo RMS. El rango dinámico teórico de un sistema digital se estima a menudo mediante la siguiente ecuación
{\displaystyle \mathrm {DR} =\mathrm {SNR} =20\log _{10}(2^{n})\approx 6.02\cdot n\,}
Esto viene de un modelo de ruido de cuantificación equivalente a una fluctuación aleatoria uniforme entre dos niveles vecinos de cuantización. Las fluctuaciones aleatorias uniformes son producidas solo por ciertas señales, de manera que este modelo no es siempre una buena aproximación.
No obstante, una señal que fluctúe aleatoriamente entre dos niveles vecinos de cuantificación a 16 bits ofrecerá una medida de -96.33 dBFS cuando se use la convención de la onda cuadrada de escala completa.
Aunque se permite el uso del decibelio (dB) con unidades del SI, no está permitido el uso del dBFS. (regla 7.4)
El término dBFS fue acuñado por primera vez a principios de los años 80 por James Colotti, un ingeniero analógico que fue pionero en algunas de las técnicas de evaluación dinámica de los conversores A/D y D/A de alta velocidad. Colotti introdujo por primera vez el término en la industria en la exposición "RF Expo East" en Boston, Massachusetts, en noviembre de 1987, durante su presentación “Digital Dynamic Analysis of A/D Conversion Systems through Evaluation Software based on FFT/DFT Analysis".

## dBFSD

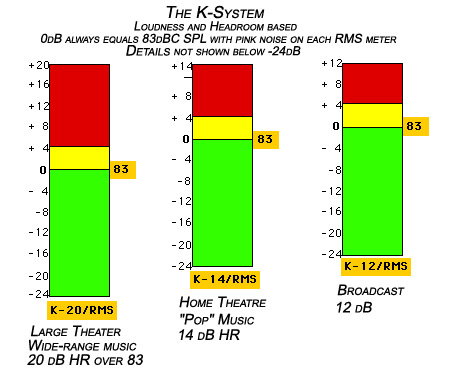
Audímetros digitales de la aplicación Metric Halo, llamado SpectraFoo.

dBFSD es una abreviatura de una escala de medida del nivel de audio digital en decibelios referenciada al Fondo de Escala como el valor de muestra más alto posible en audio digital. 
La imagen mostrada de un medidor digital de la aplicación Metric Halo, llamado SpectraFoo, utiliza la escala del Sistema-K, calibrada para -20, -14 o -12 dB. Mostrando el nivel de señal, como un indicador de cuantos de los 20, 14 o 12 decibelios seleccionados por el rango elegido permanecen por debajo del Fondo de Escala Digital. Si se obtienen más de 3 muestras en el fondo de escala digital implica que la forma de onda reconstruida esta recortada, ya que habría excedido la amplitud máxima, y sería "aplanada". (El Sistema-K fue inventado por el ingeniero de masterización, Bob Katz, de Digital Domain, en Altamonte Springs, Florida.).

## dBTP
Una señal digital que no contenga muestras más allá del máximo valor digital aún puede recortar cuando sea reconvertida a analógica por el proceso de interpolación entre muestras.
Esto puede prevenirse con una medición más elaborada, donde se realice una simulación de esta interpolación, sin necesidad de utilizar un conversor A/D. El cálculo de los valores pico entre muestras se designó como el valor de pico real (True Peak), dando la unidad dBTP. Esta representa el verdadero valor pico de una señal y debe ser menor que el máximo digital, sino habrá recorte. Con esta definición, una señal senoidal con un valor eficaz de 0 dBFS tiene un valor pico de +3 dBFS, que corresponderá a 0 dBTP. Los estándares mundiales limitan el máximo valor de señal (cualquiera sea su forma) a -1 dBTP. Por lo que, en el caso de una señal senoidal el máximo valor recomendado será de -1 dBFS, y un material musical con mayor Factor de Cresta, no debería superar los -10dBFS para evitar recortes.